# حمله با چاقو در ایستگاه پلیس ۲۰۱۴ تور
در ۲۰ دسامبر ۲۰۱۴، شخصی در ژوئه لتور در نزدیکی شهر تور در مرکز فرانسه وارد ایستگاه پلیس شد و با چاقو به مأموران حمله کرد، او با فریاد " الله اکبر " سه نفر را زخمی کرد ولی مورد اصابت گلوله قرار گرفت و کشته شد. این حمله به عنوان مورد تروریستی با الهام از مذهب توسط یوروپل طبقه‌بندی شد. بر اساس گزارش یوروپل و سی‌ان‌ان و خبرگزاری فرانسه، برنامه‌ریزی و حمله از دولت اسلامی عراق و شام (داعش) الهام گرفته شده‌است.

## مجرم
مهاجم به نام برتراند نزوهابونایو، ۲۰ ساله، شهروند فرانسه و نوازنده سابق رپ متولد ۱۹۹۴ در کشور بوروندی شناخته شد، وی به دلیل جرایم جزئی توسط پلیس شناخته شده بود اما در هیچ لیست نظارتی نبود. مهاجم هنگام اعتقاد به اسلام عنوان بلال را به عنوان نام جدید خود برگزیده بود و در صفحه فیس بوک خود مطالب اسلام گرایانه ارسال کرده بود، از جمله عکسی از پرچم سیاه داعش.
در کشور بوروندی، پلیس برادر مهاجم که به هوادار اسلامگرایان شناخته می‌شد، دستگیر کرد و ادعا کرد که آنها سال گذشته به مقامات فرانسه اطلاع داده بودند که بخاطر عقاید افراطی مذهبی، هر دو برادر باید مظنون شناخته شوند.

## انگیزه
فایننشال تایمز این حمله را به همراه حملات وسایل نقلیه در ۲۱ دسامبر در دیژون و ۲۲ دسامبر در نانت به عنوان «اولین حملات مرتبط با داعش» در فرانسه توصیف کرد. طبق گزارش گلوب اند میل، این حمله «ظاهراً از ویدئویی الهام گرفته شده» که توسط داعش منتشر شد و از مسلمانان فرانسه خواسته بود تا با استفاده از وسایل نقلیه به غیرمسلمانان حمله کنند. به گفته دیوید سی راپوپورت از دانشگاه کالیفرنیا، لس آنجلس، این سه حمله را می‌توان در زمینه ظهور دولت اسلامی در سوریه درک کرد. "در سپتامبر ۲۰۱۴، پس از سازماندهی حملات هوایی ایالات متحده، سخنگوی رئیس دولت اسلامی از مسلمانان کشورهای غربی خواست که کافری پیدا کنند و" سرش را با سنگ خرد کنند "، وی را مسموم کنند، با ماشین بدرقه کنند یاً محصولاتش را نابود کنند". دو ماه بعد، ویدئویی که به زبان فرانسوی منتشر شد که تقریباً حاوی همان پیام بود و یک سری حملات عجیب "گرگ تنهاً به مدت سه روز متوالی دنبال شد، که در آن ویدئو افراد به زبان عربی اعلام می‌کردند که "خدا بزرگ است". سه پلیس در Joué-lès-Tours مورد اصابت چاقو قرار گرفتند. "

## عواقب
این حمله و موارد دیگر توسط سی‌ان‌ان به عنوان بخشی از «ضربان وحشت» توصیف شد که طی هفته‌های قبل از تیراندازی شارلی ابدو به فرانسه ضربه زد.
طبق گزارش فرانسه، یوروپل این حمله را به عنوان «تروریسم با الهام از مذهب» طبقه‌بندی کرد. به دنبال این حمله و حملات ۲۰۱۴ دیژون و حمله ۲۰۱۴ نانت ، با اینکه این حملات رسماً با هم ارتباطی نداشتند، دولت فرانسه امنیت کشور را افزایش داد.